# Апостол Апелије
Свети апостол Апелије (грч. Απελληζ) је један од Седамдесет апостола, а касније и епископ града Ираклиона у Тракији.
Апостол Павле га спомиње у својој новозаветној Посланици Римљанима (Рим.16: 10). Заједно са апостолима Урваном, Стахијем, Наркисом, Амплијем и Аристовулом помагао је апостолу Андреју Првозваном у ширењу Јеванђеља. 
Православна црква прославља светог Апелија, заједно са седмдесеторицом апостола 4. јануара и 31. октобра по јулијанском календару.